# 噂のコンサート
噂のコンサートは、日本のテレビドラマ。

## 概要
実際にあった事件に題材を得たドラマ。名門オーケストラ(日フィル)を騙して、自ら指揮者と偽り二回のコンサートを行った詐欺師の物語である。
企画は、渡辺香という当時新人ディレクターで、プロデューサーを市川哲夫が担当した。出演オーケストラは、東京交響楽団。音楽担当は、城之内ミサ。コンサート会場は、事件と同じ日本青年館ホールを使用した。
市川は、クラッシック音楽には通じており、自ら脚本も手掛けた（渡辺も改訂稿は参加)。
主人公には、小林克也。マドンナ役には、奥村チヨを起用、大きな話題となった。
後年の佐村河内事件を予見したかの様な問題作でもある。